# 1770

## Събития
- 19 април – Мария-Антоанета сключва брак с Луи Огюст (бъдещият крал на Франция Луи XVI)

## Родени
- Лудвиг ван Бетховен, германски композитор
- Маркос Драгумис, гръцки революционер и политик
- 11 март – Уилям Хъскисън, британски политик
- 20 март – Фридрих Хьолдерлин, немски писател
- 7 април – Уилям Уърдсуърт, английски поет
- 4 май – Франсоа Жерар, френски художник
- 10 май – Луи Даву, френски маршал
- 3 август – Фридрих Вилхелм III, крал на Прусия
- 27 август – Георг Вилхелм Фридрих Хегел, немски философ
- 4 ноември – Франсоа Пуквил, френски дипломат и учен

## Починали
- 27 март – Джовани Батиста Тиеполо, италиански художник
- 30 май – Франсоа Буше, френски художник